# Herröd
Herröd är en svensk sagohjälte som förekommer i flera fornnordiska sagor, bland annat sin egen Herröds och Boses saga, inte minst sagor som kretsar kring Ragnar Lodbrok. Herröd är son till den mäktige östgötske kungen Ring. Tillsammans med sin fosterbror Bose upplever han en mängd äventyr. Herröd har dottern Tora Borgarhjort, vilken blir hustru till den berömde vikingakungen Ragnar Lodbrok.